# Lars Laurentii
Lars Olof Laurentii, född Jonsson den 16 mars 1941, död 26 december 2023, var en svensk grafisk designer, kalligraf, lärare och konstnär. Han utbildade sig vid bland annat Konstfackskolan och Grafiska institutet. Sedan 1964 skapade han cirka 1 300 logotyper för svenska och internationella institutioner och företag. Laurentii är representerad på Art Decoratif, Louvren, Paris och vid ett flertal andra museer i Sverige och utomlands.[källa behövs]

## Verk i urval
- 1978 - Friskis och Svettis [1]
- 1988 - Riksskatteverket [2]
- 1993 - Svenska Ridsportförbundet[3]

Kungliga bibliotekets logotyp.

- 1996 - Sveriges lantbruksuniversitet [4]
- 2001 - Vetenskapsrådet [5]
- 2006 - Kungliga biblioteket [6]
- 2007 - Kronofogden [7]